# Italochrysa pittawayi
Italochrysa pittawayi is een insect uit de familie van de gaasvliegen (Chrysopidae), die tot de orde netvleugeligen (Neuroptera) behoort. 
Italochrysa pittawayi is voor het eerst wetenschappelijk beschreven door Hölzel in 1988.